# Bromus sinensis
Bromus sinensis är en gräsart som beskrevs av Keng f. Bromus sinensis ingår i släktet lostor, och familjen gräs. Inga underarter finns listade i Catalogue of Life.